# Lepidotheca pourtalesi
Lepidotheca pourtalesi är en nässeldjursart som beskrevs av Stephen D. Cairns 1986. Lepidotheca pourtalesi ingår i släktet Lepidotheca och familjen Stylasteridae. Inga underarter finns listade i Catalogue of Life.